# Côtes-de-montravel
Le côtes-de-montravel est un vin blanc moelleux français du sud-ouest de la France qui bénéficie d'une appellation d'origine contrôlée. C'est une appellation locale incluse dans l'appellation régionale bergerac.

## Histoire
Cette appellation a une histoire ancienne commune avec celle des autres vins de Bergerac.

## Situation

### Aire géographique
Cette appellation occupe l'extrême ouest du vignoble de Bergerac. Elle est limitrophe avec la Gironde et le vignoble de Bordeaux.
Elle est circonscrite à la zone classée des communes suivantes : Bonneville-et-Saint-Avit-de-Fumadières, Lamothe-Montravel, Montcaret, Montpeyroux, Montazeau, Ponchapt, Saint-Michel-de-Montaigne, Saint-Vivien et Saint-Méard-de-Gurçon. 

### Climatologie
Elle bénéficie du même climat que Bergerac. Le microclimat local est rendu plus clément pour la vigne par l'exposition plein sud de ses coteaux.

### Géologie et orographie
L'appellation est implantée sur une roche mère d'origine sédimentaire : le même calcaire à astéries que celui du saint-émilion surmonté de la molasse de l'Agenais et le calcaire blanc de l'Aquitanien responsable des reliefs les plus marqués.
Les terrasses qui bordent la Dordogne sont constituées d'alluvions du quaternaire. Ce sont des sables et graviers argileux au pH plutôt acide, peu fertile et bien drainants.

## Le vignoble

### Encépagement
Les cépages principaux sont la muscadelle B, les sauvignon blanc B et gris G et le sémillon B. L'ondenc B peut être ajouté en cépage accessoire en étant limité à 10 % de l'encépagement.
Ces cépages sont les mêmes que ceux du Sauternais.

### Pratiques culturales
Les vignes sont plantées à un minimum de 5 000 pieds par hectare. L'écartement entre rangs ne doit pas dépasser deux mètres et l'écartement entre ceps dans le rang doit être au moins de 0,80 mètre. Ces mesures visent à entretenir une concurrence entre ceps pour l'accession aux éléments minéraux du sol favorable à une bonne richesse du raisin en sucre et en arômes. 
Les vignes sont conduites avec les modes de taille guyot, en cordon de royat ou encore à cots (nom local de la taille en gobelet). Elle est limitée à 10 yeux francs (bourgeons porteurs de grappe) par cep. Cependant, le vigneron peut tailler plus long pour ensuite éliminer les yeux mal placés ou en retard lors de l'épamprage. 
La hauteur du feuillage doit être au moins de 0,6 fois l'écartement entre les rangs. Une surface foliaire suffisante est indispensable au développement du raisin. En effet, ce sont les feuilles qui produisent le sucre véhiculé par la sève élaborée et issu de la photosynthèse.
Le viticulteur traite la vigne contre les maladies cryptogamiques (principalement mildiou et oïdium) et maintient le sol propre en tondant l'herbe ou en utilisant des herbicides. Malgré ces précautions, des pieds de vigne meurent tous les ans. Ils doivent être remplacés car si le taux de pieds morts ou manquants dépasse 20 %, le rendement de la parcelle est réduit dans la même proportion.
L'irrigation des vignes est interdite.

### La récolte

#### Rendement
La charge maximale de raisin apte à la production du côtes-de-montravel est limitée à 8 000 kg par hectare. Une fois ce raisin vinifié, la quantité produite par hectare est limitée à cinquante hectolitres de vin.

### Maturité du raisin
Le raisin doit être récolté mûr. Pour cela, il doit atteindre une richesse en sucre d'au moins 198 grammes par litre de moût.

#### Vendanges
La date de début des vendanges est fixée par le ban des vendanges publié par arrêté préfectoral. La date est choisie par les représentants des viticulteurs et des agents de l'INAO en fonction de l'état de maturité de parcelles de raisins précoces. 
Les vendanges peuvent se faire manuellement ou à l'aide d'une machine à vendanger. Le transport jusqu'au chai se fait en remorque-benne. 

## La vinification
Les opérations classiques de la vinification du vin blanc sont appliquées : éraflage et foulage, facultatifs, puis pressurage, débourbage et fermentation alcoolique. Cependant, les bennes à vidange par pompe à palette et les pressoirs continus sont interdits. La technique de cryo-extraction est interdite ; il s'agit d'un procédé technologique qui reproduit les effets du gel utilisé pour le vin de glace.
Lors de l'assemblage, l'ondenc est limité à 50 % dans chaque lot de vin.

## Le vin

### Normes analytiques
Le côtes-de-montravel est un vin moelleux. Il doit donc garder en fin de fermentation une quantité de sucre non fermentée de 25 à 51 grammes par litre.
Le vin doit présenter un taux alcoométrique volumique naturel de 12,5 % de volume dont au moins 10,5 % de volume acquis. La différence concerne la quantité de sucre résiduel qui n'a pas fermenté. Lorsque le vin est enrichi, il ne doit pas dépasser 14,5 % de volume.

### Dégustation
Les côtes-de-montravel sont des vins blancs moelleux. 
Ils présentent une couleur jaune paille avec des nuances dorées.
Les arômes peuvent être fruités (pêche, abricot) ou floraux (chèvrefeuille, acacia).
En bouche, les arômes sont relayés par une douceur suave prolongée par une finale où une pointe de vivacité vient équilibrer le gras apporté par le sucre. 

### Accords à table
Ce sont des vins d'apéritif, mais ils peuvent tout aussi bien être servis au long du repas en accompagnement de viandes blanches et de poissons en sauce. Au dessert, ils conviennent avec les fruits cuits (tarte, pomme au four...), crus (charlotte aux pêches) ou les sorbets glacés.

## La production
En 2005, la production a atteint 2 362 hectolitres sur 49 hectares.
Elle se répartit sur 29 opérateurs, dont 26 viticulteurs et 26 vinificateurs (23 caves particulières, 2 caves coopératives et 1 négociant).

## Sources